# Socialpsykologi

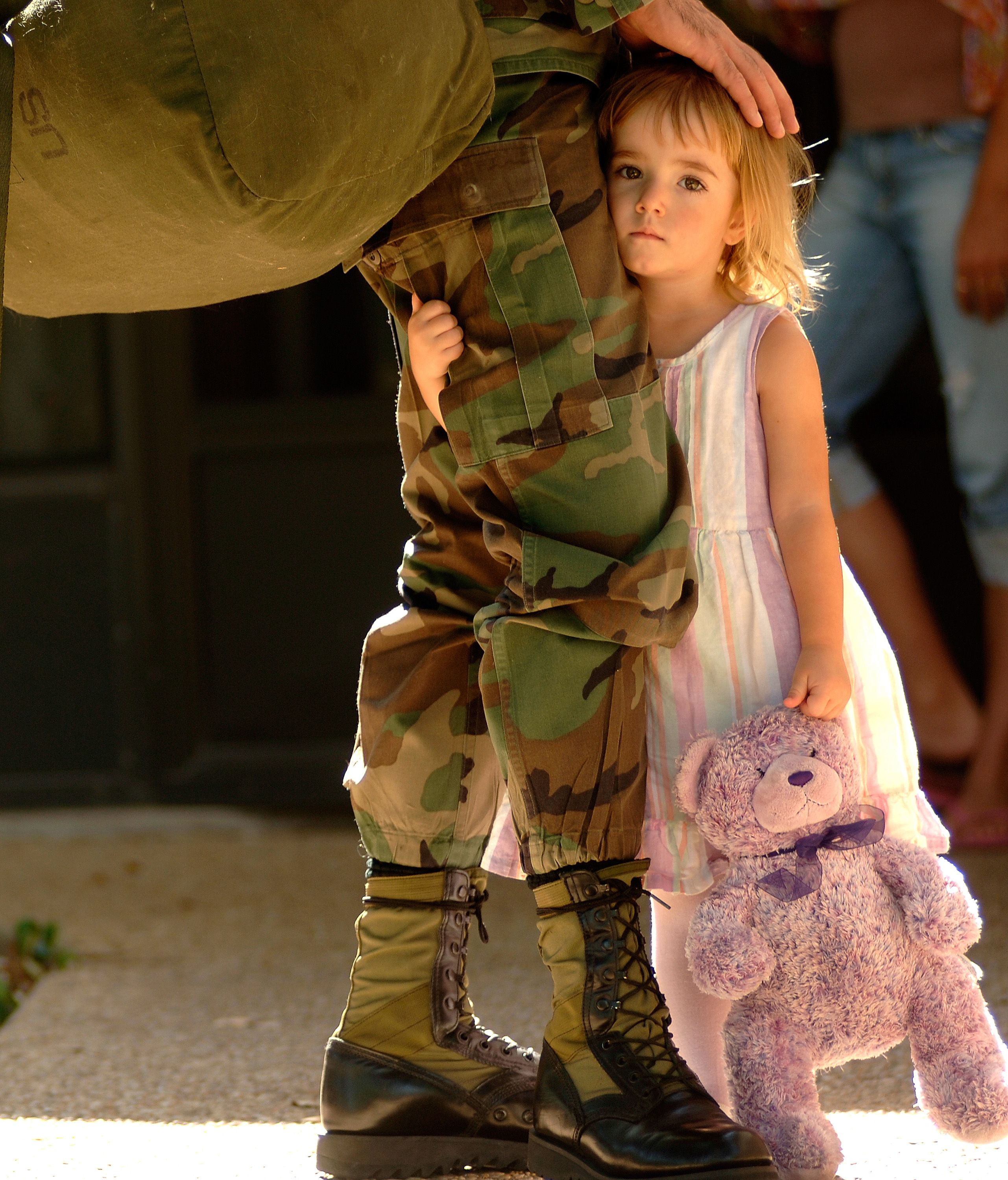
Socialpsykologin studerar bland annat relationer mellan människor

Socialpsykologi är en vetenskap som definieras av Gordon Allport som "ett försök att förstå och förklara hur en människas tankar, känslor och handlingar påverkas av den faktiska, inbillade eller underförstådda närvaron av andra". Vissa menar att socialpsykologi är en blandning av psykologi och sociologi, och talar man om socialpsykologi kan man dels mena en disciplin inom psykologin som undersöker individers sociala egenskaper, och dels ett eget forskningsfält som står sociologin nära. Socialpsykologi handlar alltså både om individens unika egenskaper och karaktärsdrag, och hur individens sociala omgivning påverkar individens sociala egenskaper. I Sverige är socialpsykologi en underdisciplin till sociologin.
Man kan säga att socialpsykologi kan delas in i tre studier: individuella fenomen, interpersonella fenomen och kollektiva fenomen. Med individuella fenomen menar man attityder, minne, beslutsfattande och emotion för socialt beteende. Med interpersonella fenomen menar man verbal- och icke-verbal kommunikation, normer, konformitet, social aggression, asocialt beteende, fördomar och diskriminering. Studiet av kollektivt fenomen brukar ta upp interaktion mellan individer i grupper, relationer mellan grupper och sociala konflikter.

## Historia
Socialpsykologin kan sägas ha startats 1897 av Norman Triplett, som forskade kring amerikanska tävlingscyklister. Han kom fram till att cyklister som tävlar mot andra cyklister cyklar en viss sträcka fortare, än om de cyklade samma sträcka ensamma. Den tidiga så kallade Chicagoskolan som uppstod kring verksamheten i Hull House i Chicago, var också tongivande inom den tidiga socialpsykologin. 
Under 1930-talet var socialpsykologi väl etablerat, och man brukar betrakta Muzafer Sherifs studier av hur normer uppstår i olika grupper som en milstolpe. Man brukar säga att Murchinsons handbok om socialpsykologi var den första som tog upp en översikt av ämnet. Han tog bland annat upp bakteriers, växters och andra djurs socialpsykologi, ämnen som idag är väldigt ovanliga att ta upp, men ämnen som attityd och språk som faktorer på det sociala klimatet, vilka han också tog upp, är relevanta än idag.
George Herbert Mead var med sin symboliska interaktionism en annan tongivande gestalt i socialpsykologins historia, liksom Erving Goffman med sitt dramaturgiska perspektiv, presenterad i boken Jaget och maskerna, också känd för studien om sociala stigma, presenterad i en bok med samma namn. Ett annat klassiskt socialpsykologiskt verk, som var före sin tid i sättet det analyserade den moderna människans villkor, är Den ensamma massan från 1940-talet.
1930-talet fram till det sena 1960-talet var något av socialpsykologins guldålder, inte minst för den experimentella socialpsykologin, och många av de klassiska socialpsykologiska experimenten genomfördes under denna period. Till dessa räknas bland annat pionjären Solomon Aschs konformitetsexperiment, Sherifs experiment om gruppkonflikter, Stanley Milgrams lydnadsexperiment, och Philip Zimbardos Stanford prison experiment. De två sistnämnda tillhör också de experiment som orsakat störst vetenskapsetisk debatt under 1900-talet. 
Idag anses den experimentella socialpsykologin vara uttömd på ämnen att forska om, och socialpsykologin är numera mer inriktad på kvalitativ forskning om sociala fenomen så som människor upplever och konstruerar dessa. Ett exempel på en modern sociolog som varit betydande för socialpsykologin är Anthony Giddens, till exempel med verket Modernitet och självidentitet, om hur självidentiteten skapas (och omskapas) i en enligt författaren senmodern värld. Sociologen Richard Sennett har med sin bok När karaktären krackelerar också varit betydande för socialpsykologin och väckt viss debatt under det tidiga 2000-talet.

## Sociologisk socialpsykologi
Till en mer sociologisk socialpsykologi, som betonar kvalitativ vetenskaplig metod, hör bland annat symbolisk interaktionism och socialkonstruktivism. Dessa skolor menar kortfattat att det är svårt att fånga det sociala i kvantitativa mätningar.
Man kan säga att den klassiska, ofta kvalitativt inriktade, socialpsykologin är ett resultat av modernismens tanke om universella sanningar,[källa behövs] medan den mer moderna kritiska socialpsykologin präglas av postmodernismens genombrott och poängterar vikten av att ta hänsyn till sammanhang och att beakta individernas divergens.

## Psykologisk socialpsykologi
Den psykologiska socialpsykologin bygger främst på kvalitativ forskning och ofta med ett tydligt fokus på att förklara individers tankar, känslor eller beteenden i sociala sammanhang eller i relation till social påverkan. Tongivande teoretiska perspektiv är social kognition (inklusive attributionsteori) och social identitetsteori.

## Socialpsykologi inom utbildning
Man kan bland annat läsa ett socialpsykologiskt program på högskolan i Skövde, som är 180 högskolepoäng, vilken leder till att man får en filosofie kandidatexamen, med inriktning socialpsykologi.
Man kan läsa socialpsykologi på de flesta universiteten i Sverige. Socialpsykologin i Sverige ligger traditionellt ganska nära sociologin, och till exempel vid Göteborgs universitet och Uppsala universitet ges grundkurser i socialpsykologi tillträde till fortsättningskurser i sociologi, och vice versa.
Högskolan i Halmstad erbjuder också utbildning i socialpsykologi. Man kan läsa A-, B- och C-nivå. De erbjuder också ett program inom socialpsykologi, där examen blir fil.kandidat med socialpsykologi som huvudämne.
I Finland kan man studera socialpsykologi på svenska vid Svenska social- och kommunalhögskolan vid Helsingfors universitet. Examen blir då politices kandidat. Magisterutbildningen fortsätter på finska och engelska.